# Lyria bondarevi
Lyria bondarevi is een slakkensoort uit de familie van de Volutidae. De wetenschappelijke naam van de soort is voor het eerst geldig gepubliceerd in 2004 door Bail & Poppe.